# المستوى بين الحديبتين
المُسْتَوَى بَينَ الحُدَيبَتَين هُو خَطٌ مُسْتَعْرَض مُنْخفض في مُنتصف المَسافة بين الخَط الُمْسَتعرَض العُلوي والحَدِ العُلوي للارتفاق العاني، وَيُسمىّ هذا المُستوى بين الحُدَيْبتين (أو خِلال الحُدَيْبَتين)؛ لأنّه يتوافق عملياً مع ذلك الذي يمر عبر الحُدَيبات الحَرْقَفِيّة؛ ومِن الخَلف يَقْطَعُ مُستواه جِسم الفقرة القُطْنية الخامسة.

## صور إضافية
- منظر أمامي لأحشاء الصدر والبطن 
a. المستوى الناصف. 
b. المستويات الجانبية. 
c. المستوى بين الحديبتين. 
d. المستوى تحت الضلعي. 
e. المستوى مقاطع للبواب.

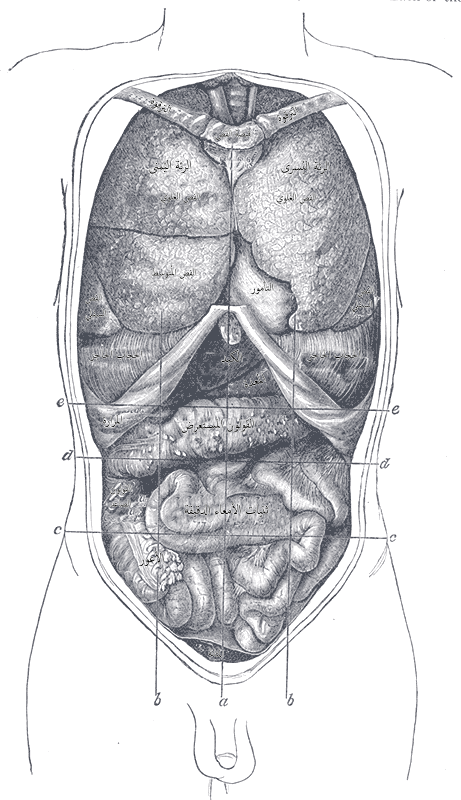
منظر أمامي لأحشاء الصدر والبطن a. المستوى الناصف. b. المستويات الجانبية. c. المستوى بين الحديبتين. d. المستوى تحت الضلعي. e. المستوى مقاطع للبواب.
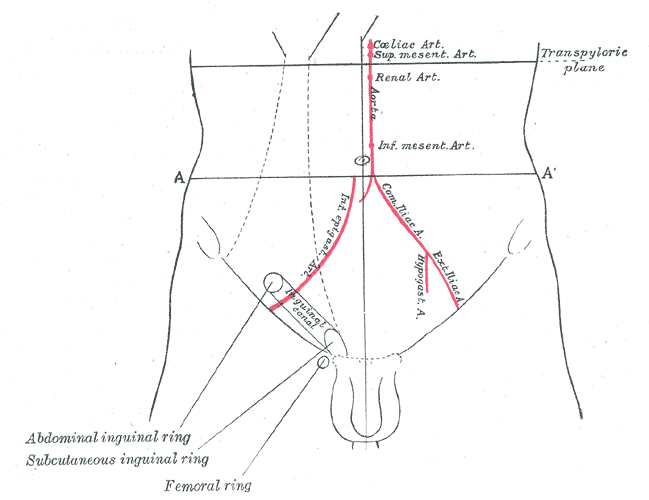
أمام البطن، تظهر علامات سطحية للشرايين والقناة الأربية

## روابط خارجية
- http://medical-dictionary.thefreedictionary.com/_/viewer.aspx?path=dorland&name=plane(2).jpg